# الدوري البوروندي الدرجة الأولى
الدوري البوروندي الأول لكرة القدم هي مسابقة كرة القدم بين أندية بوروندي.
البطل الحالي هو فيتال أو.